# Bonorva
Bonorva är en ort och kommun i provinsen Sassari i regionen Sardinien i Italien. Kommunen hade 3 386 invånare (2017).